# Người đàn ông trên dòng sông băng (phim truyền hình)
Người đàn ông trên dòng sông băng (tiếng Anh: The Man from Snowy River) là loạt phim truyền hình dài 64 tập của Úc phát sóng lần đầu từ năm 1993 đến năm 1996 dựa trên bài thơ The Man from Snowy River của nhà thơ Banjo Paterson. Bộ phim nói về cuộc đời của Matt McGregor, một chủ trang trại da trắng, cùng gia đình của ông trên vùng đồng cỏ rộng lớn của nước Úc.

## Nội dung
Bối cảnh của phim là Paterson's Ridge, một thị trấn nhỏ nằm trên vùng cao nguyên gần Melbourne, Úc những năm cuối thế kỷ 19. 64 tập phim tập trung vào cuộc sống của Matt McGregor (Andrew Clarke), một chủ trang trại giàu có ở thị trấn nhưng góa vợ và phải một mình nuôi dưỡng ba đứa con, Colin (Brett Climo), mục sư của thị trấn, Rob (Guy Pearce), một thanh niên nóng tính, giàu tình cảm, và người con gái út Danni (Joelene Crnogorac, sau là Kristie Raymond). Bên cạnh gia đình nhà McGregor còn có gia đình của Kathleen O'Neil (Wendy Hughes), một người phụ nữ góa bụa trở về Úc cùng con trai sau nhiều năm sống ở Anh.